# Monsters and Men
Monsters and Men is een Amerikaanse film uit 2018, geschreven en geregisseerd door Reinaldo Marcus Green.

## Verhaal
Manny Ortega ziet op een avond in de wijk Bedford-Stuyvesant in Brooklyn een blanke politieagent die ten onrechte een kruimeldief neerschiet en Manny filmt dit met zijn mobiele telefoon. Hij staat nu voor het dilemma: de videobeelden publiek maken met de mogelijkheid dat hij en zijn familie een doelwit worden of de beelden bijhouden en zo medeplichtig zijn aan het gedane onrecht.

## Rolverdeling
| Acteur                | Personage       |
| --------------------- | --------------- |
| John David Washington | Dennis Williams |
| Anthony Ramos         | Manny Ortega    |
| Kelvin Harrison jr.   | Zyrick          |
| Chanté Adams          | Zoe             |
| Nicole Beharle        | Michelle        |
| Rob Morgan            | Will Morris     |

## Release
Monsters and Men ging op 19 januari 2018 in première op het Sundance Film Festival in de U.S. Dramatic Competition.